# Francesco Baldelli
Pour les articles homonymes, voir Baldelli.
Francesco Baldelli est un littérateur italien, qui s’est rendu célèbre par un grand nombre de traductions d’anciens auteurs grecs, et d’auteurs latins, tant anciens que modernes.

## Biographie
Né à Cortone, il florissait dans la seconde moitié 16e siècle. Il fut aussi poète, ou du moins il écrivit en vers, tant dans le genre sérieux que dans le genre badin ou plaisant (giocoso). Mais il était surtout très-savant dans les langues grecque et latine, et dans sa propre langue.

## Œuvres
Il a publié les traductions suivantes :
- Philostrate, Vie d'Apollonios de Tyane, etc., avec l’Apologie d’Eusèbe de Césarée contre Hiérocles, qui comparait Apollonios de Tyane à Jésus-Christ, Florence, 1549, in-8°. Il est à remarquer que cet ouvrage de Philostrate parut traduit la même année à Venise, par Giovan Bernardo Gualandi, Florentin, in-8°.
- Dion Cassius, Histoire romaine, Venise, 1562, in-4°, et réimprimée plusieurs fois.
- Diodore de Sicile, Bibliothèque historique, Venise 2 vol. in-4°, le 1er en 1574, le 2e en 1575. Cette traduction et la précédente sont les deux plus estimées de Baldelli.
- Flavius Josèphe, Antiquités judaïques, Venise, 1581 et 1583, in-4° ; vol. 2 : de la Guerre des Juifs contre les Romains ; Réponse à Appion, Venise, 1581 in-4°.
- Les Commentaires de Jules César, Venise, 1554, in-8° ; revus, corrigés et améliorés, ibid., 1557 et 1558 ; réimprimés plusieurs fois, et surtout ibid., 1575, in-4°. Cette dernière édition ne porte point le nom du traducteur ; le célèbre architecte Andrea Palladio l’enrichit d’une longue préface sur l’art militaire des anciens, et de plusieurs planches gravées sur cuivre, dessinées, pour la plus grande partie, par ses deux fils, Léonidas et Horace, mais qu’il fut obligé de terminer lui-même, lorsqu’il les eut perdus tous les deux en moins de trois mois. Ces circonstances donnent à cette édition un prix particulier, Il en fut fait deux autres éditions, avec les mêmes planches, ibid., 1618 et 1619, in-4°, et une dernière en 1737, aussi in-4°.
- Polydore Virgile, Dialogues, Venise, 1550, in-8° ; des Inventeurs des choses, Florence, 1587 et 1592, in-4°.
- Abrégée de l’Histoire romaine, depuis la mort de Gordien jusqu’à Justin III, écrite en latin par Giulio Pomponio Leto, suivie de son traité des Magistratures, Sacerdoces et Lois des Romains, Venise, 1549, in-8°.
- De la Guerre des chrétiens contre les barbares, pour le recouvrement des lieux saints, écrit en latin par Benedetto Accolti, Venise, 1549, in-8°. Ces deux dernières traductions, les premières de leur auteur, n’ayant jamais été réimprimées, sont fort rares.
- De la Guerre des princes chrétiens contre les Sarrasins, pour le même sujet, écrit en latin par le moine Robert, Florence, 1552, in-8°. Cette traduction est aussi très-rare.

On ne connaît de lui que trois ou quatre sonnets ; il a aussi un capitolo, en tercets ou terza rima, dans le 2 livre des Rime piacevoli du Berni, du Casa, etc., Vicence, 1603, in-12.